# سفارة فرنسا في باكستان
سفارة فرنسا في باكستان هي أرفع تمثيل دبلوماسي لدولة فرنسا لدى باكستان. تقع السفارة في إسلام آباد وهي تهدف لتعزيز المصالح الفرنسية في باكستان.

## وصلات خارجية
- الموقع الرسمي
- قائمة سفارات فرنسا
- قائمة السفارات في باكستان